# Thecadactylus rapicauda
Thecadactylus rapicauda é uma espécie de lagartixa da família Phyllodactylidae (Gekkota: Squamata).